# 中国社会主义青年团中央机关遗址
中国社会主义青年团中央机关遗址是中国上海的一处遗址纪念地，位于静安区南京西路街道大沽路400、402号（原大沽路356、357号）。1922年，中国社会主义青年团成立后，团中央机关曾设于此。
1960年11月22日和1987年11月17日，中国社会主义青年团中央机关遗址两次列为上海市文物保护单位。